# Lewis Capaldi

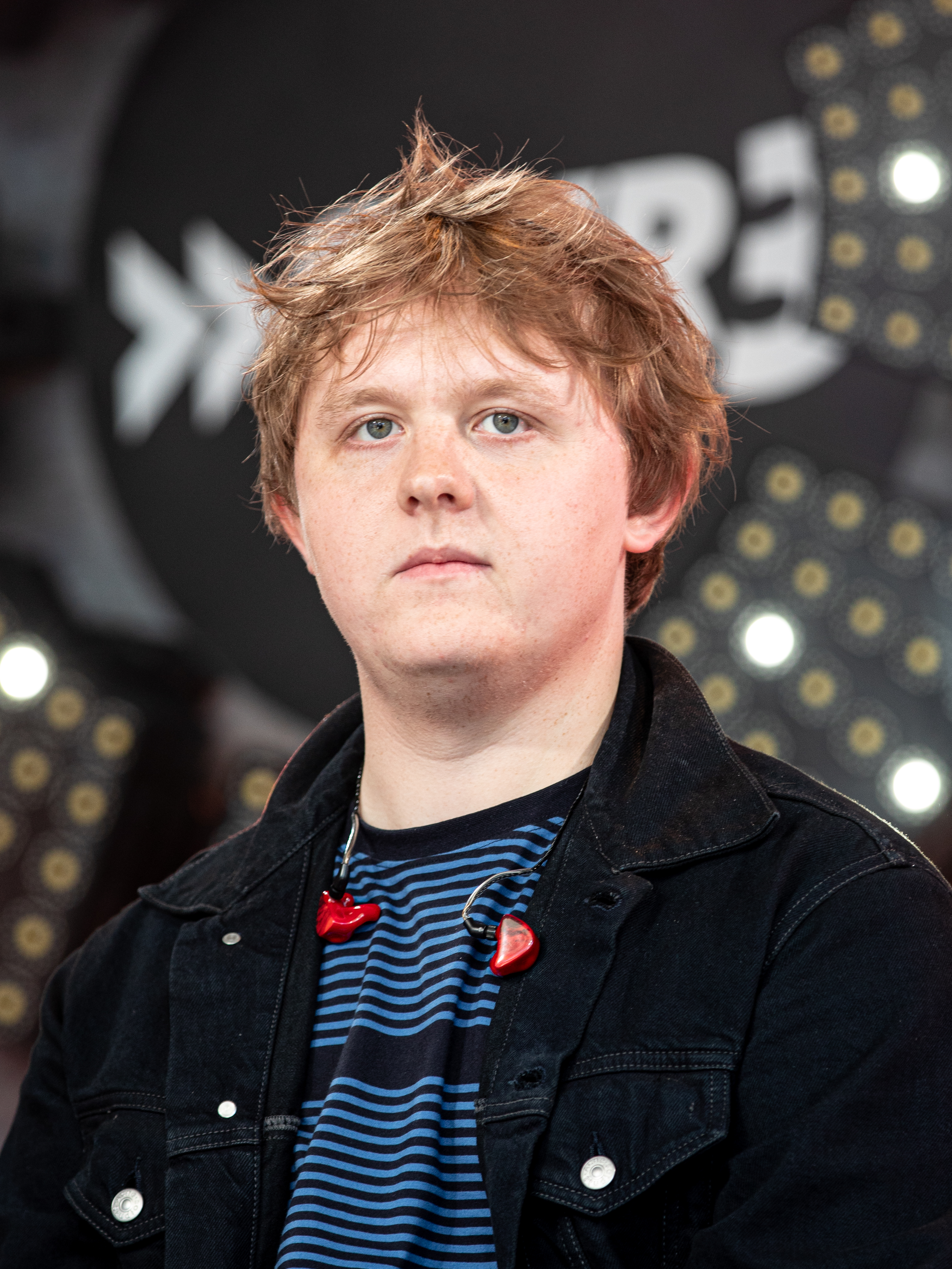
Lewis Capaldi (2019)

Lewis Marc Capaldi (* 7. Oktober 1996 in Bathgate) ist ein schottischer Singer-Songwriter.

## Karriere
Capaldi erhielt im Alter von neun Jahren Gitarrenunterricht und trat seit dem zwölften Lebensjahr als Sänger in Pubs auf.
Am 16. Mai 2017 veröffentlichte er seinen ersten Song Bruises. Das Lied wurde weltweit in kurzer Zeit knapp 28 Millionen Mal auf Spotify abgespielt. Seine Musik wird in Vereinigtes Königreich von Virgin Records und in den Vereinigten Staaten von Capitol Records vertrieben. Am 20. Oktober 2017 wurde seine erste EP Bloom in Zusammenarbeit mit dem Grammy-Award-ausgezeichneten Produzenten Malay veröffentlicht.
Beim schottischen Music Award 2017 wurde er zum Breakthrough Artist of the Year ernannt.
In der ersten Hälfte des Jahres 2018 absolvierte er eine Tournee durch Nordamerika und Europa. Anschließend veröffentlichte er die Singles Rush und Tough. Das im November 2018 veröffentlichte Lied Someone You Loved erreichte im März 2019 Platz eins der britischen Charts. Im Musikvideo zu diesem Song wirkte der Schauspieler Peter Capaldi mit, beide sind entfernt miteinander verwandt. Im Oktober 2019 stieg das Lied auch in den USA auf Platz eins der Billboard Hot 100.
Bei den Brit Awards 2020 wurde das Lied zum Song des Jahres gewählt, Capaldi bekam dazu noch die Auszeichnung als bester neuer Künstler. In zwei weiteren Kategorien war er nominiert.

## Diskografie
Studioalben

| Jahr | Titel Musiklabel                                              | Höchstplatzierung, Gesamtwochen, AuszeichnungChartplatzierungen (Jahr, Titel, Musiklabel, Platzierungen, Wochen, Auszeichnungen, Anmerkungen) | Höchstplatzierung, Gesamtwochen, AuszeichnungChartplatzierungen (Jahr, Titel, Musiklabel, Platzierungen, Wochen, Auszeichnungen, Anmerkungen) | Höchstplatzierung, Gesamtwochen, AuszeichnungChartplatzierungen (Jahr, Titel, Musiklabel, Platzierungen, Wochen, Auszeichnungen, Anmerkungen) | Höchstplatzierung, Gesamtwochen, AuszeichnungChartplatzierungen (Jahr, Titel, Musiklabel, Platzierungen, Wochen, Auszeichnungen, Anmerkungen) | Höchstplatzierung, Gesamtwochen, AuszeichnungChartplatzierungen (Jahr, Titel, Musiklabel, Platzierungen, Wochen, Auszeichnungen, Anmerkungen) | Anmerkungen                                              |
| Jahr | Titel Musiklabel                                              | DE | AT | CH | UK | US | Anmerkungen                                              |
| ---- | ------------------------------------------------------------- | --- | --- | --- | --- | --- | -------------------------------------------------------- |
| 2019 | Divinely Uninspired to a Hellish Extent Vertigo Records (UMG) | DE7 Gold · (79 Wo.)DE | AT6 ×2Doppelplatin · (153 Wo.)AT | CH3 Gold · (252 Wo.)CH | UK1 ×6Sechsfachplatin · (306 Wo.)UK | US20 (241 Wo.)US | Erstveröffentlichung: 17. Mai 2019 Verkäufe: + 3.141.500 |
| 2023 | Broken by Desire to Be Heavenly Sent Vertigo Records (UMG)    | DE4 (4 Wo.)DE | AT7 (4 Wo.)AT | CH2 (17 Wo.)CH | UK1 Platin · (53 Wo.)UK | US14 (2 Wo.)US | Erstveröffentlichung: 19. Mai 2023 Verkäufe: + 357.500   |

## Tourneen
Hauptprogramm
- Lewis Capaldi 2020 Live (2020)

Vorprogramm
- Sam Smith Tour als Vorband

- Niall Horan – Nice to Meet Ya Tour (2020) mit Fletcher

## Privates
Im September 2022 gab Capaldi öffentlich bekannt, dass bei ihm das Tourette-Syndrom diagnostiziert worden ist.